# کفن سفید
کفن سفید یک جنبش مقاومت سنی در سوریه است که در سال ۲۰۱۴ برای مبارزه با اشغالگری دولت اسلامی عراق و شام در استان دیرالزور تاسیس شد. این گروه مسئولیت قتل ستیزه جویان و فرماندهان داعش را بر عهده گرفته و در تلاش برای گسترش حضور خود در منطقه دیرالزور است. در آوریل ۲۰۱۴ این گروه بسیاری از نیروهای خود در طی حمله داعش به ابوکمال از دست داد. 